# Daemon Tools
Daemon Tools – darmowy program, umożliwiający emulację napędów, płyt DVD i CD z możliwością kupna wersji do użytku komercyjnego.

## Charakterystyka
Program tworzy wirtualne dyski, w których montuje się obrazy płyt (np. .iso), które omijają również wiele zabezpieczeń (SafeDisc, SecuROM czy StarForce). Oprócz plików ISO program umożliwia uruchomienie plików obrazów typu cue/bin, iso, ccd, mds, mdx, bwt, cdi, b5t, b6t, nrg oraz pdi. Emuluje do czterech wirtualnych napędów, które także posiadają opcję startu razem z systemem operacyjnym. Zarządzanie dyskami oraz programem jest znacznie ułatwione, gdyż „zakotwicza” się w zasobniku systemowym. Jak wszystkie emulatory wirtualnych napędów może powodować, że niektóre zabezpieczenia oryginalnych gier nie będą widziały płyty, co w takim przypadku konieczne jest zazwyczaj odinstalowanie programu lub wyłączenie wirtualnych napędów na czas grania.

## Edycje
Do wersji 4.0 program oferowany był jako freeware i nie posiadał adware, zaś ostatnią stabilną wersją z tamtej gałęzi była wersja 3.47. W wersji 4.0 wprowadzono cztery edycje: Lite, Pro Standard, Pro Advanced i Net, a także umożliwiająca uruchomienie z poziomu nośnika USB.